# Bataille de Tessalit
Guerre du Mali
Batailles
La bataille de Tessalit ou bataille d'Amachach, a lieu du 17 janvier au 11 mars 2012 pendant la guerre du Mali. Elle s'achève par la capture, par les djihadistes et les rebelles touaregs, de la ville de Tessalit ainsi que du camp de l'armée malienne d'Amachach après deux mois de siège et plusieurs assauts.

## Déroulement
Le camp militaire d'Amachach, à Tessalit était défendu par 800 soldats maliens commandés par Kassim Goita, 1 500 personnes en majorité des femmes et des enfants s'y étaient également réfugiées. Le Comité international de la Croix rouge devait effectuer une mission pour évacuer les civils et des familles des militaires, cependant malgré l'accord du MNLA, l'opération est retardée par les autorités maliennes et ne fut jamais exécutée selon une source humanitaire. Les autres forces militaires maliennes présentes dans la région de Tessalit étaient commandées par les colonels Didier Dakouo, El Hadj Ag Gamou et Ould Meydou. Celles-ci tentèrent en vain lors de la bataille, de briser l'encerclement du camp par les rebelles.
Les 18 janvier, la ville de Tessalit est attaquée par les rebelles indépendantistes du MNLA et les salafistes d'Ansar Dine. Selon les soldats maliens, des combattants d'Al-Qaida au Maghreb islamique sont également présents.
Le 22 janvier, les indépendantistes affirment que : « Les combattants du MNLA encerclent actuellement le camp militaire de Tessalit et attendent que les formateurs militaires étrangers évacuent les lieux. Le MNLA déplore deux blessés, ainsi que la perte d’un véhicule à la suite d'un accident. »
Le 6 février, les rebelles font évacuer les populations de la ville de Tessalit (environ 4 000 personnes) vers des campements en brousse, à Abamco, Savohak, Efali (Terist) et Assowa afin d'éviter qu'elles ne soient victimes des conflits. La situation sanitaire est préoccupante et fait l'objet d'une mission de la Croix-Rouge le 7 février. 
Le 11 février, des renforts et un convoi maliens venus de Kidal et d'Anéfis et se porte en direction de Tessalit et affronte les rebelles en chemin, lors du combat de Tinsalane. Les bilans sont contradictoires et la victoire est revendiquée par les deux camps,.
Les combats se poursuivent les 13 et 14 février, l'armée malienne affirme être parvenu à entrer dans Tessalit, puis à ravitailler le camp d'Amachach, ce que les rebelles démentent.
Les 28 et 29 février, une nouvelle contre-offensive est lancée par 300 soldats des forces maliennes commandés par les colonels Didier Dacko, El Hadj Ag Gamou, Abderahmane Ould Meydou et Mohamed Ag Bachir, un ancien de l'armée libyenne, à la tête de miliciens maures et touaregs. Cette attaque en périphérie de Tessalit est cependant repoussée par des troupes du MNLA commandées par les colonels Abdelkim Kojak, Assalat Ag Habi et Ibah Ag Moussa, dit Bamoussa,. Cependant, Ibah Ag Moussa, s'il combat initialement pour le MNLA, rejoint ensuite Ansar Dine.
Le 29 février et le 1er mars, des avions et des hélicoptères de l'armée malienne mènent des raids contre les positions rebelles.
Le 2 mars, Bakaye Ag Hamed Hamed, porte-parole du MNLA déclare que les affrontements des deux semaines précédentes ont fait 36 morts et 20 blessés chez les Maliens, plus trois véhicules détruits, contre 7 tués et 7 prisonniers pour les indépendantistes.
Le 4 mars, les colonels Dacko, Gamou et Meydou envoient des renforts sur Tessalit, les Maliens sont appuyés par des hélicoptères pilotés par des mercenaires ukrainiens, cependant ceux-ci sont repoussés après douze heures de combats depuis la nuit jusqu'à l'après-midi. Un petit hélicoptère arrive à Amachach pour récupérer les Maliens tués ou blessés maliens pendant les affrontements.
Le 10 mars 2012, en début de soirée, les rebelles lancent un assaut sur le camp d’Amachach.
Le 11 mars 2012, la ville de Tessalit tombe aux mains des rebelles d'Ansar Dine et du MNLA. L'armée malienne affirme avoir effectué un repli stratégique. En revanche, selon le MNLA, il y a eu plusieurs assauts et des combats.
Selon Soumaïla Boubèye Maïga, ministre des Affaires étrangères du Mali :

« Il n'y a pas eu de conquête car c'est nous mêmes qui avons décidé de faire évacuer le camp qui était assiégé depuis le 17 janvier. Nous avions tenté à plusieurs reprises de le ravitailler sans parvenir à nos fins... La situation humanitaire se dégradait... Il fallait faire l'économie de pertes humaines inutiles d'autant plus que même si nous abandonnons le camp aujourd'hui, nous pourrons toujours le reprendre plus tard... Les militaires se sont mis en ordre d'évacuation, avec le matériel essentiel et les familles, et qu'ils sont sortis du camp sans combats... les forces adverses ayant constaté cette évacuation, elles n'ont pas engagé de combat... pour éviter les pertes humaines inutiles. »

D'après Baye Ag Diknan, officier du MNLA :

« Nous avons pris le camp suite à des assauts successifs, le dernier a eu lieu samedi soir... Les officiers du camp ont fui et nous les avons poursuivis... on a engagé près de 600 hommes (dans la bataille)... il y a eu des morts du côté de l'armée... (on a) une quarantaine de prisonniers... et une quarantaine de familles (de militaires)... on a saisi des centaines d'armes : des mortiers, lance-roquettes, mitrailleuses et même des blindés. »

Les soldats maliens se replient sur Gao, selon une source militaire du quartier général de l’armée à Gao, les rebelles « ont donné 48 heures au commandant du camp Kassim Goita, pour quitter les lieux avant de lancer un nouvel assaut. Nos 800 éléments, dont 30 Touaregs, ont alors quitté Amachah avec armes, voitures et bagages pour nous rejoindre. »

## Bilan
Le ministère malien de la Défense affirme que les combats des 17 et 18 janvier à Tessalit, ont fait 1 mort et 3 blessés dans l'armée contre 10 tués chez les rebelles,,.
Le matin 10 février, un 4x4 des combattants du MNLA est renversé lors d'un accident, un de ses occupants est tué et 3 autres sont blessés blessés. Le lendemain, c'est au tour d'un camion de transport de l’armée malienne, il y a 3 morts et plusieurs blessés.
Selon un communiqué officiel du MNLA rédigé le 4 mars par Bakay Ag Hamed Ahmed, 2 Chars, 2 Camions-BM-porteuses de missiles, 6 véhicules équipés de 12,7 mm et plusieurs autres équipements ont été capturés par les combattants du MNLA.
Entre le 4 et le 8 mars, 8 combattants du MNLA meurent de leurs blessures à In Khalil, un neuvième blessé est évacué en Algérie dans l'hôpital de Bordj Badji Mokhtar, puis celui de Reggane.

Le 12 mars, à la suite de l'assaut du camp d'Amachach, le MNLA, dans son communiqué officiel rédigé par Bakaye Ag Hamed Ahamed, affirme que les pertes maliennes sont les suivantes : 5 officiers capturés (2 commandants, 2 lieutenants et 1 capitaine), 57 soldats maliens capturés, 10 Véhicules récupérés, 2 BRDM récupérés, 1 BRDM détruit et important arsenal militaire saisi.
Dans son communiqué, le MNLA promet de traiter les prisonniers selon les Conventions de Genève de 1949, il affirme qu'un soldat malien malade a été remis  aux autorités algériennes pour recevoir des soins et que 20 familles de militaires ont été remises au Comité international de la Croix-Rouge.
Dans une vidéo publiée le 11 juillet par Ansar Dine, le mouvement islamiste affirme avoir fait prisonnier 560 soldats maliens lors des batailles d'Aguel'hoc, de Tessalit et de Kidal. Ceux-ci ont été libérés après avoir « donné leur parole de ne plus jamais combattre la charia de l’islam. » La vidéo montre notamment une soixantaine de prisonniers maliens après les combats de Tessalit. » Ce nombre de 560 prisonniers est peut-être exagéré, mais le 14 avril 2012, les islamistes d'Ansar Dine relâchent 169 prisonniers militaires maliens, ainsi que 14 civils appartenant à des familles de soldats,,.